# I due crociati
I due crociati (noto anche come I due figli di Riccardo Cuor di Leone)è un film del 1968 diretto da Giuseppe Orlandini.
La pellicola è una parodia ambientata nel Medioevo all'epoca delle crociate.

## Trama
Il Visconte Ciccio è in bolletta, perciò il popolo che vive nelle sue terre comincia a non pagargli più le tasse. Così va in cerca di un soldato di ventura per minacciare la plebe e riscuotere i soldi.
Ciccio riesce a trovarlo, ma ben presto capirà che l'uomo è adatto a tutto eccetto essere un cavaliere come si deve.

## Citazioni

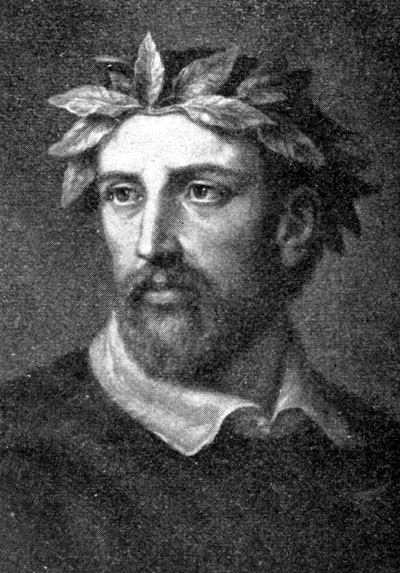
Torquato Tasso, l'autore della Gerusalemme liberata, scelta da Franco e Ciccio per le peripezie del film

Quasi l'intera parte del film si basa sui fatti cantati da Torquato Tasso nella Gerusalemme liberata. L'epoca in cui è ambientato il film è il 1100 in cui il cavaliere Goffredo di Buglione parte per le crociate in Terra santa per liberare Gerusalemme dall'invasione dei Turchi e degli Arabi. Tra i pasticci di Franco e Ciccio si mischiano appunto le vicende di Goffredo e di Clorinda, guerriera saracena amata da Tancredi ma che finisce uccisa da lui stesso in battaglia perché non riconosciuta.
- La scena dove i crociati ripetono a memoria citando insieme le istruzioni dell'azione di combattimento è una chiara parodia del film di guerra americano Quella sporca dozzina.